# بن قرة (السوم)

تعديل مصدري - تعديل

بن قرة هي إحدى قرى عزلة السوم بمديرية السوم التابعة لمحافظة حضرموت، بلغ تعداد سكانها 106 نسمة حسب تعداد اليمن لعام 2004.